# 悪戯/キングダム
「悪戯/キングダム」（いたずら/キングダム）は、日本のラッパー・さなりの楽曲でCDデビュー曲である。2018年10月26日にA-Sketchよりリリースされた。

## 制作背景
「悪戯」は「破産」をテーマに制作された楽曲で、さなりの憧れのアーティストであるSKY-HIがプロデュースを担当。MVには、さなりと共にモデルの中村里砂が出演しており、特殊メイクを施した中村にさなりが噛み付かれるという内容となっている。監督は東市篤憲が務めた。
デビュー曲である「悪戯」の音源を収めた紙ジャケット仕様のCD「悪戯 / キングダム」が2018年11月16日に店舗限定で発売されることが決定し、本作には「悪戯」に加えて、BABYMETALらのサウンドアレンジを手がけるMEGがプロデュースした楽曲「キングダム」が収録された。
「キングダム」の歌詞はRPGに登場するような「裸の王様」をテーマにしており、自身でゲーム実況動画を投稿するほどのゲーム好きならではの皮肉が効いた内容になっている。

## 収録内容
| #         | タイトル       | 作詞・作曲     | 時間  |
| --------- | -------------- | -------------- | ----- |
| 1.        | 「悪戯」       | さなり、SKY-HI | 03:40 |
| 2.        | 「キングダム」 | さなり         | 03:17 |
| 合計時間: | 合計時間:      | 合計時間:      | 6:57  |